# Neobisium sakadzhianum
Espèce
Neobisium sakadzhianum est une espèce de pseudoscorpions de la famille des Neobisiidae.

## Distribution
Cette espèce est endémique de Géorgie. Elle se rencontre à Tskhaltoubo dans la grotte Sakadzia.

## Description
Le mâle holotype mesure 4,49 mm.

## Étymologie
Son nom d'espèce lui a été donné en référence au lieu de sa découverte, la grotte Sakadzia.

## Publication originale
- Krumpál, 1984 : Zwei neue Hohlen-Pseudoskorpionen aus der UdSSR (Pseudoscorpiones). Über Pseudoscorpioniden-Fauna der UdSSR VI. Biologia (Bratislava), vol. 39, no 6, p. 637-646.